# Olivia Jones

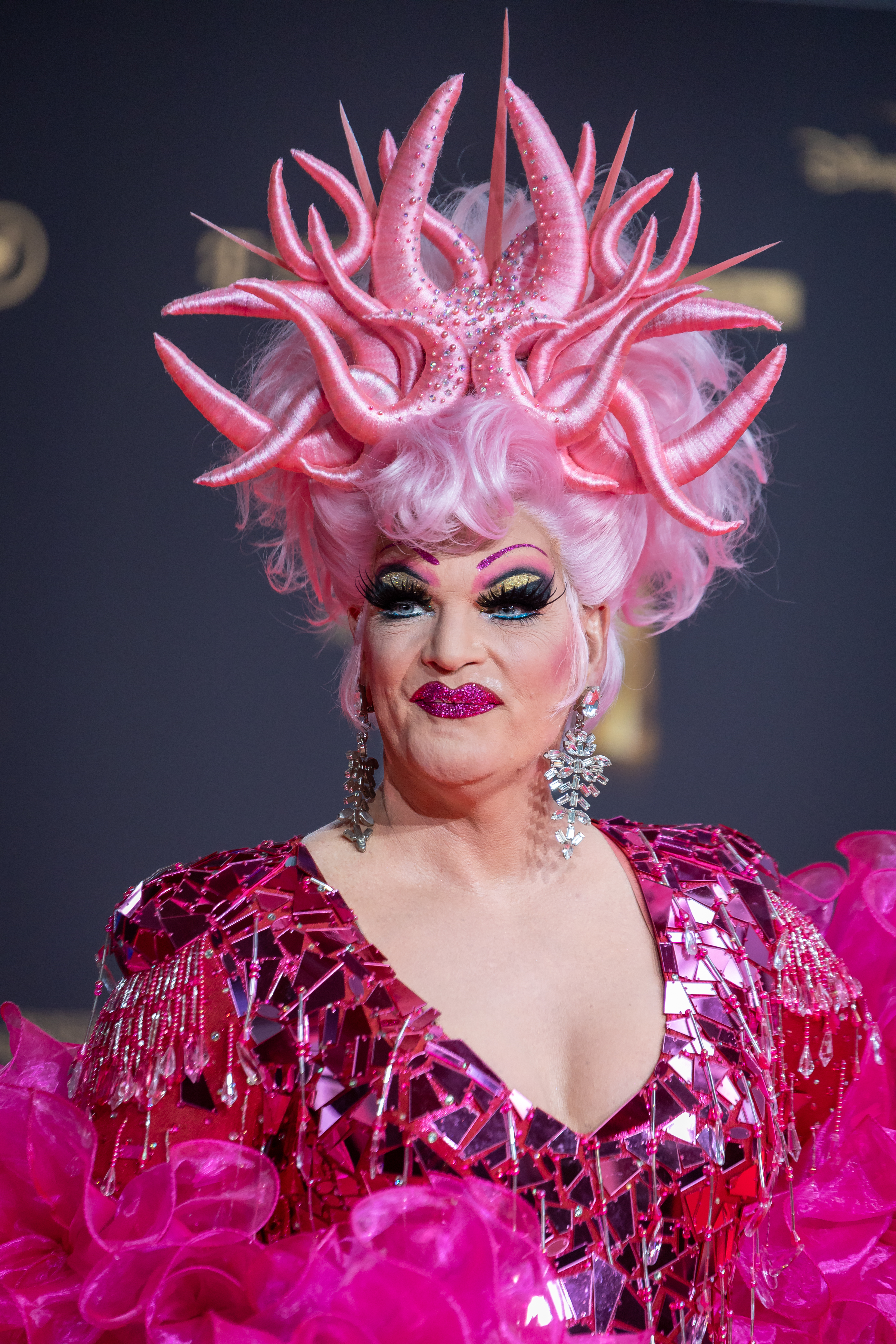
Olivia Jones beim Deutschen Fernsehpreis 2024

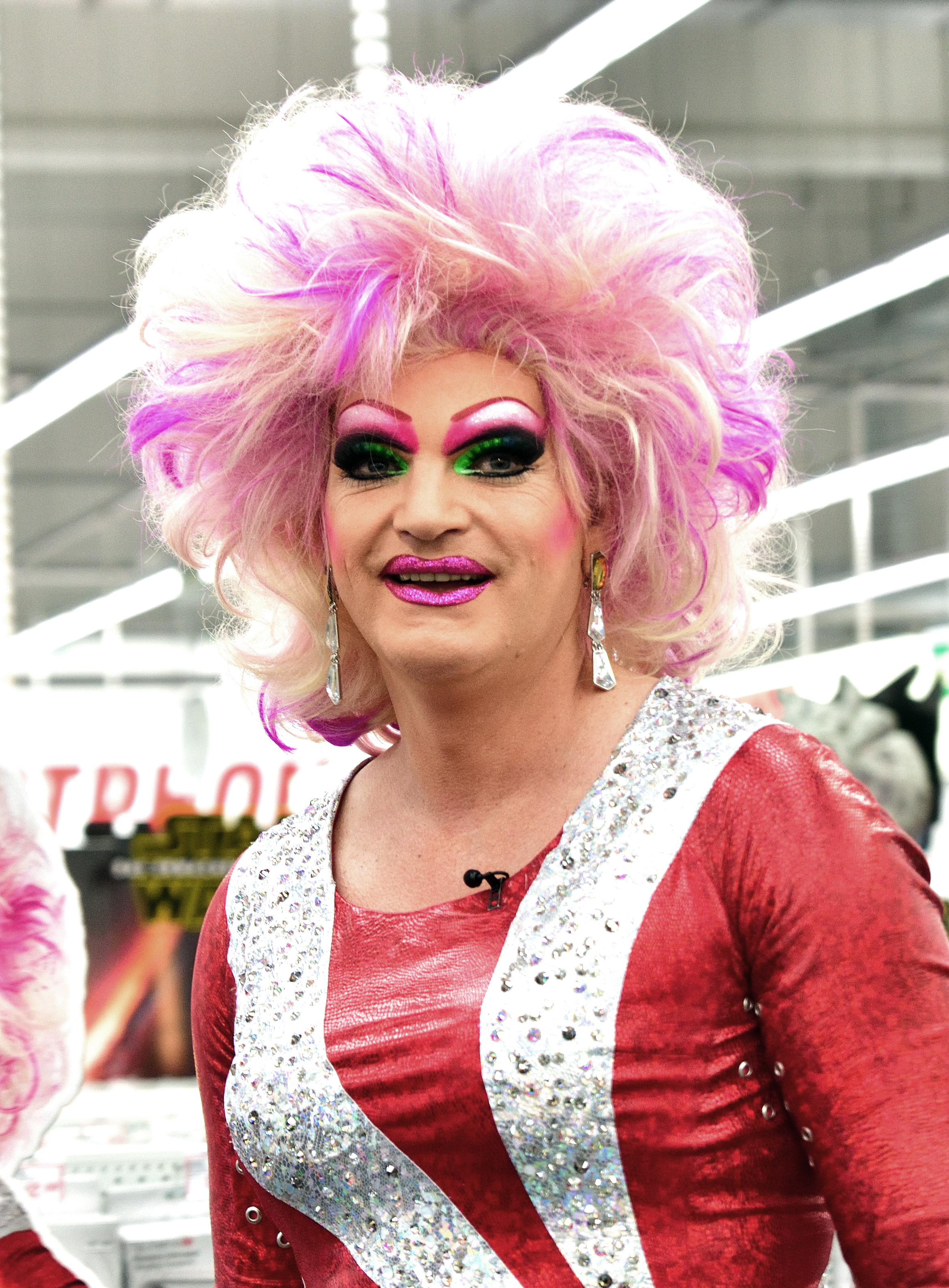
Olivia Jones (2016)

Olivia Jones ist eine Travestie-Kunstfigur von Oliver Knöbel (* 21. November 1969 in Springe). Knöbel wurde mit ihr als Dragqueen bekannt und tritt fast ausschließlich in dieser weiblichen Rolle auf.

## Karriere
Schon während seiner Schulzeit an der Geschwister-Scholl-Realschule in Springe hatte Oliver Knöbel erste Travestie-Auftritte. Immer mit dem Ziel Showgeschäft vor Augen bildete er sich weiter, unter anderem mit Sprachtraining, Schauspielunterricht und Maskenbildner-Kursen. 1989 folgte der Umzug nach Hamburg. Knöbel stellte sich bei dem Travestiekünstler und Leiter des Schmidt Theaters Ernie Reinhardt (Lilo Wanders) vor. Dieser war beeindruckt von Knöbels Erscheinung und außergewöhnlicher Körpergröße von ursprünglich 2,01 Metern und verhalf ihm zu ersten Auftritten im Pulverfass Cabaret. Wenig später erfolgte, ebenfalls mit Reinhardts Unterstützung, die erste eigene Show im Schmidt Theater auf der Reeperbahn.
Im Jahr 1997 hatte er seinen internationalen Durchbruch als Dragqueen: Knöbels Figur Olivia Jones setzte sich beim „Drag Queen Contest“ in Miami als offizielle „Miss Drag Queen Of The World“ gegen zahlreiche Mitbewerber aus aller Welt durch.
Knöbel erhielt immer öfter Fernseh-Engagements. So moderierte er beispielsweise für den NDR mehrfach die Übertragung des Hamburger Christopher Street Day, für RTL fungierte er als Grand-Prix-Reporter und moderierte Galas (zum Beispiel für UNICEF oder die Aids-Benefiz-Gala red, hot & dance).
Im Jahr 2004 nahm er an der Castingshow Star Duell auf RTL teil. Im Sommer 2005 lebte Knöbel eine Woche im Big-Brother-Dorf und war 2008 erneut in der Sendung zu Gast. Mit der Lesung Sie nannten mich Tittenmonster tourte er 2007 in der Travestierolle zusammen mit dem bigFM-Morgenmoderator Hans Blomberg, dem „Morgenhans“, durch Deutschland. 2007 nahm er an der RTL-2-Doku-Soap Frauentausch als Tauschmutter teil.

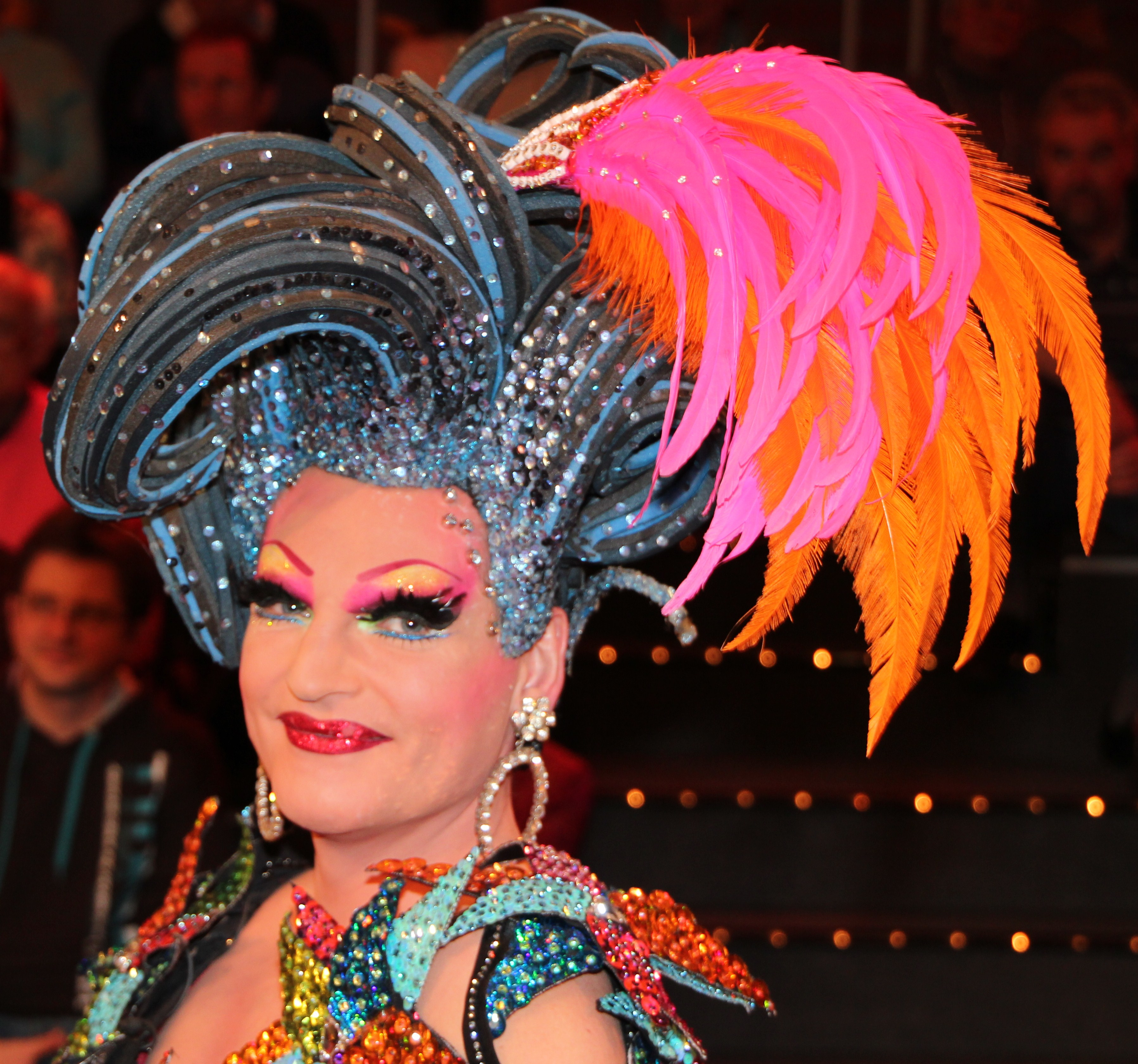
Olivia Jones, 2011

Seit 2006 veranstaltet Knöbel mit Olivias Safari Besichtigungstouren für Touristen über die Reeperbahn; seit 2007 mit Olivia Ahoi auch Hamburger Hafenrundfahrten. Mittlerweile laufen auch andere Künstler als Mitglieder der Olivia-Jones-Familie Touren über die Reeperbahn; seit 2011 Tanja Schumann, seit 2012 Lilo Wanders und seit 2015 Eddy Kante.
Am 7. November 2008 eröffnete Knöbel in St. Pauli die Olivia Jones Bar, im Mai 2010 kam mit Olivias Wilde Jungs die erste Tabledance-Bar auf St. Pauli hinzu, zu der nur Frauen Zutritt haben. Zeitgleich stellte er mit Olivia Jones Secco einen Cranberry-Secco vor. Im Februar 2012 eröffnete Knöbel mit Olivias Show Club sein drittes Geschäft auf St. Pauli, 2014 kam mit Olivias Kiez Oase ein Biergarten auf dem Spielbudenplatz hinzu.
Im August 2010 nahm Knöbel an der Reality-Show Das Tier in mir teil. Die Siegprämie von 5000 Euro stiftete er der Tierrechtsorganisation PETA. Im Juli 2012 war er erneut in einer Folge der Pseudo-Doku-Soap Mitten im Leben zu sehen, nachdem er zuvor bereits mehrmals Auftritte in der Serie hatte. Im Januar 2013 war Knöbel als Bewohner des Dschungelcamps in der siebten Staffel von Ich bin ein Star – Holt mich hier raus!, ebenfalls auf RTL, zu sehen. Er belegte den zweiten Platz.
Am 6. März 2013 verpflichtete RTL Television Knöbel als Green-Room-Moderator der zehnten Staffel der Castingshow Deutschland sucht den Superstar. Im Dezember 2013 moderierte er auf RTL die Realityshow Der VIP-Bus – Promis auf Pauschalreise.
Im Jahr 2014 spielte sich Knöbel in seiner Rolle als Olivia Jones in der Folge Foul (367) der Serie Großstadtrevier selbst. 2015 synchronisierte er für TLC Deutschland die sechste Staffel von RuPaul’s Drag Race. Im November 2015 war er in der Sendung Inas Nacht zu sehen, und im November 2019 hatte er einen Gastauftritt bei Mord mit Ansage – Die Krimi-Impro Show auf Sat.1.
Im November 2021 nahm Jones an der von ProSieben ausgestrahlten Show Schlag den Star teil und unterlag seiner Gegnerin Katja Burkard.
Seit Januar 2022 moderiert Jones neben Angela Finger-Erben die Talkshow Ich bin ein Star – Die Stunde danach auf RTL.

## Politisch-gesellschaftliche Ambitionen

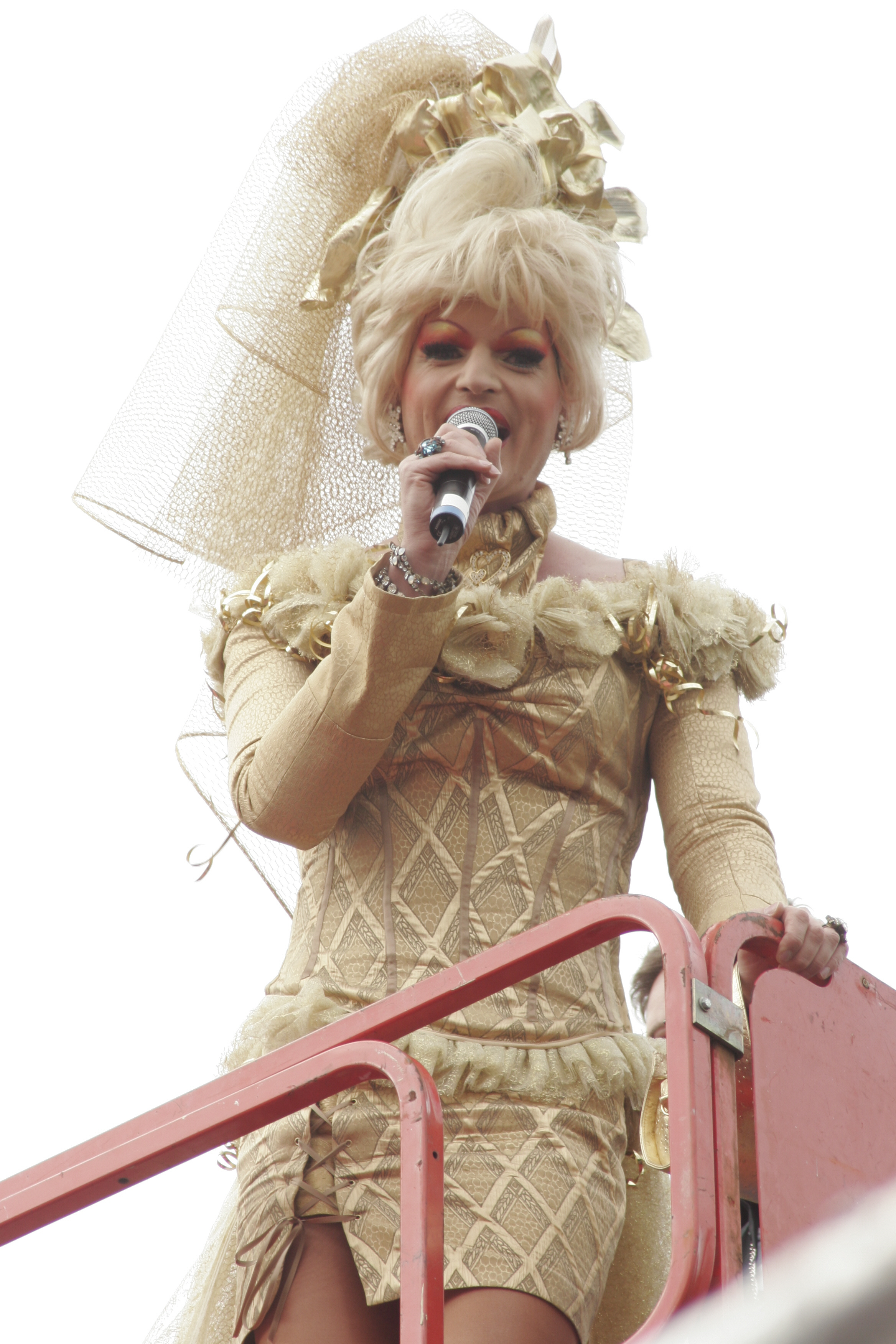
Olivia Jones auf dem Christopher Street Day Hamburg, Juni 2005

Oliver Knöbel nutzt seine große Rollen-Popularität und das extravagante Auftreten als Dragqueen oftmals, um soziale Projekte zu unterstützen. So ist er unter anderem als Botschafter der Tierrechtsorganisation PETA tätig, unterstützt Aids-Projekte, machte Hamburger Bürger auf die geplante Schließung des Hamburger Frauenhauses aufmerksam und unterstützt den Life Ball in Wien.
2004 trat er bei der Hamburger Bürgerschaftswahl als Einzelbewerber mit dem Ziel an, den Einzug von Ronald Schills Partei Pro DM zu verhindern. Ohne jegliche Wahlplakate und Wahlhelfer erzielte er ein Ergebnis von 0,5 Prozent und somit ein besseres als Schills ehemalige Partei, die Partei Rechtsstaatlicher Offensive, die lediglich 0,4 Prozent bekam.
Er ist ein ausgesprochener Gegner der NPD und zeigte dies durch einen Einsatz als Reporter für die Satiresendung Extra 3 bei einer NPD-Wahlkampfveranstaltung.
Zum ESC 2016 trat Knöbel in der Rolle der Olivia Jones als erste Dragqueen im Wort zum Sonntag auf, um gemeinsam mit einer Pastorin ein Zeichen für Toleranz, Vielfalt und Respekt zu setzen.
Im September 2016 erstattete Knöbel auf der Davidwache Anzeige wegen Volksverhetzung gegen die AfD Sachsen-Anhalt, die auf ihrer Facebook-Seite Homosexualität und die Aufklärung darüber mit Kindesmissbrauch gleichgesetzt hatte. Hintergrund war eine Broschüre des Ministeriums für Justiz und Gleichstellung des Landes Sachsen-Anhalt mit Buchempfehlungen zum Thema „Homosexualität“ und „gleichgeschlechtliche Beziehungen“ für Kitas und Grundschulen. Auf der Liste stand auch Knöbels Kinderbuch Keine Angst in Andersrum. Bündnis 90/Die Grünen luden ihn daraufhin zu einer Lesung und Podiumsdiskussion im Magdeburger Landtag ein. Dabei kam es am Rande auch zu einem Zusammentreffen mit dem damaligen Vorsitzenden der AfD-Fraktion, André Poggenburg.
Im November 2016 nominierte ihn die niedersächsische Fraktion von Bündnis 90/Die Grünen als Mitglied der Bundesversammlung 2017, die den zwölften Bundespräsidenten der Bundesrepublik Deutschland wählte.

## Ehrungen

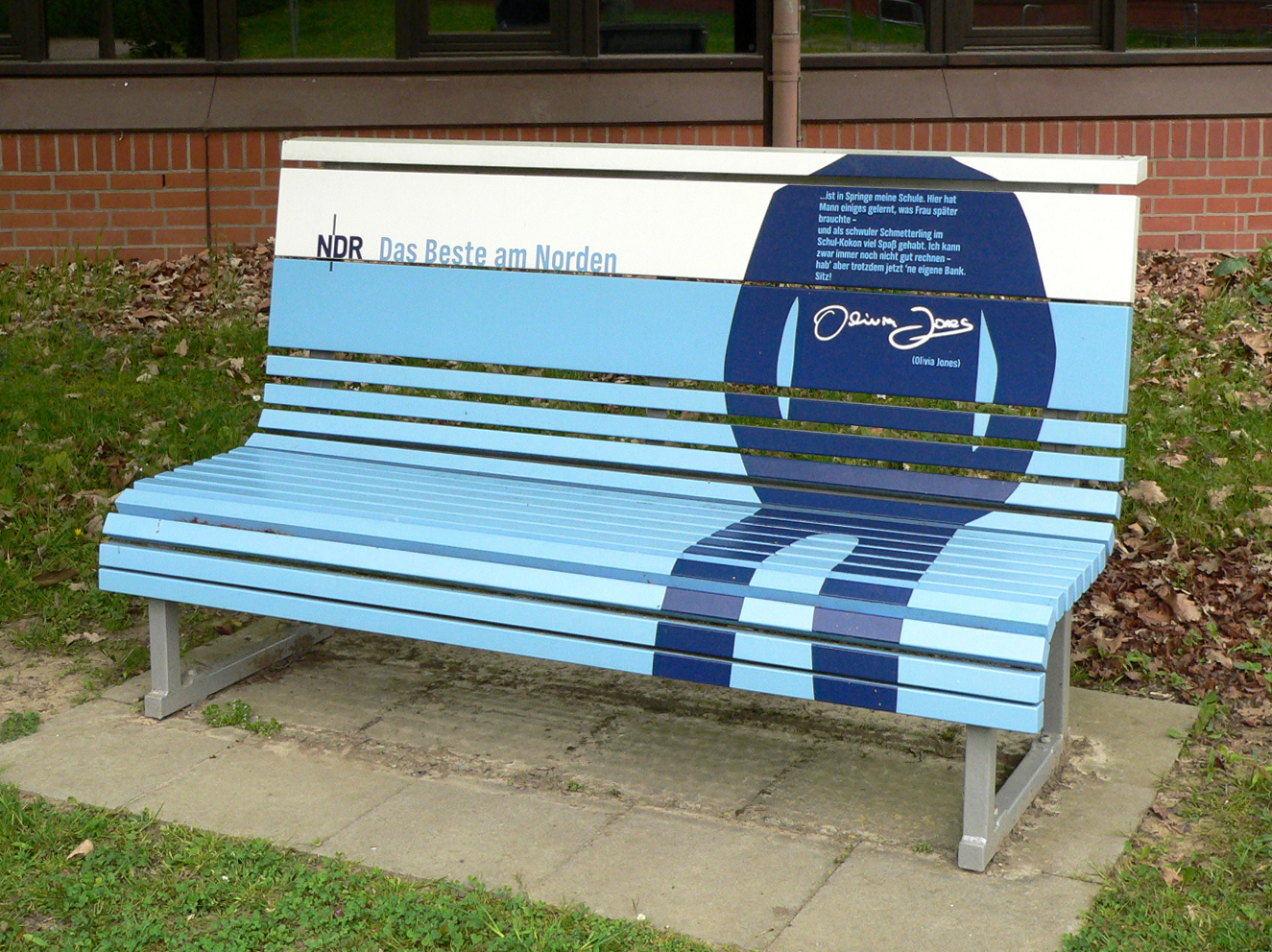
Sitzbank in Springe

Im August 2010 setzte der NDR im Rahmen der Kampagne Das Beste am Norden … der Kunstfigur Olivia Jones in Knöbels Geburtsstadt Springe durch eine Sitzbank ein Denkmal. Die Bank vor der früheren Schule Knöbels trägt folgendes Zitat des „Hamburger Originals“ (O-Ton NDR):
„Das Beste am Norden … ist in Springe meine Schule. Hier hat Mann einiges gelernt, was Frau später brauchte – und als schwuler Schmetterling im Schul-Kokon viel Spaß gehabt. Ich kann zwar immer noch nicht gut rechnen – hab’ aber trotzdem jetzt ’ne eigene Bank. Sitz!“
Im Herbst 2013 ernannte der Ortsrat von Springe Knöbel als Olivia Jones zur offiziellen Ehrenbotschafterin der Stadt.
Im Juli 2017 wurde Knöbel von Hamburg Pride, den Veranstaltern des Christopher Street Day in Hamburg, mit dem Ehren-Pride-Award 2017 ausgezeichnet, der nur selten verliehen wird. Geehrt wird sein politisches Engagement mit Verweis auf sein Wirken für die Vielfalt von Lebensmustern.
Für sein „vorbildliches Engagement als Kämpferin für Vielfalt und Toleranz und ihren unermüdlichen Einsatz in der Leseförderung“ wurde Knöbel im Februar 2024 mit dem Deutschen Lesepreis der Stiftung Lesen ausgezeichnet.

## Trivia
Im Dezember 2016 unterzog sich Knöbel einer Bein-Operation, bei der er sich beide Beine um sechs Zentimeter verkürzen ließ, sodass seine Körpergröße nur noch 1,95 m statt 2,01 m beträgt. In Folge dieser Operation war er in den nächsten Wochen und Monaten in verschiedenen Fernsehsendungen wie auch bei der Wahl des Bundespräsidenten im Februar 2017 mit verschiedenen Gehhilfen zu sehen.

## Singles
- 2014: Wir sind der Megapark – als Teil des Charity-Projekts Megapark Allstars
- 2015: Bring Mutti mit – Olivia Jones, Lorenz Büffel & Nona
- 2021: We are Queer – Melanie Müller & Katy Bähm feat. Olivia Jones

## TV (Auswahl)
- 2000: Big Brother
- 2002: Blondes Gift
- 2005: Herman & Tietjen, NDR
- 2007: Frauentausch, RTL 2
- 2007: Aktenzeichen XY … ungelöst, ZDF
- 2007: Extra 3,NDR
- 2007, 2009: Das perfekte Promi-Dinner, Vox
- 2008: Die Niels Ruf Show
- 2009: Das Promi-Kochduell
- 2010: Dennis und Jesko, NDR
- 2010, 2012: Tietjen und Hirschhausen, NDR
- 2013: 5 gegen Jauch, RTL
- 2013: Ich bin ein Star – Holt mich hier raus!, RTL
- 2013: Wetten, dass..?, ZDF
- 2013: Grill den Henssler, Vox
- 2013: Deutschland sucht den Superstar (Gast), RTL
- 2013: Circus Halligalli, Pro 7
- 2015: Inas Nacht, ARD
- 2016: Das Duell um die Geld, Pro 7
- 2016: Neo Magazin, ZDFneo
- 2016: Tietjen und Bommes, NDR
- 2018–2019: Ich bin ein Star – Die Stunde danach (Gast)
- 2019: Queen of Drags
- 2019: Olivia Jones - Dragqueen mit Haltung, NDR
- 2020: Joko & Klaas gegen ProSieben, Pro 7
- 2020: Wer sieht das denn?
- 2020: Peep!
- 2020: Die Festspiele der Reality Stars – Wer ist die hellste Kerze? (Moderation)
- 2020: Ranking the Stars
- 2020: Die Show mit dem Sortieren
- 2021: Ich bin ein Star – Die große Dschungelshow (Gast)
- 2021: Promi Big Brother (Gast im Finale, mit Einkauf)
- 2021: Promi Big Brother – Die Late Night Show (Gast)
- 2021: Schlag den Star, Pro 7
- 2022: Das Klassentreffen der Dschungelstars (Moderation)
- seit 2022: Ich bin ein Star – Die Stunde danach (Moderation), RTL
- 2022: Ich bin ein Star – Holt mich hier raus! Die große Dschungelparty (Moderation)
- 2022: MASK OFF (Joyn)
- 2022: Hot oder Schrott – Promi Spezial
- seit 2022: Das große Promi-Büßen (Moderation), Pro 7
- 2022: Viva la Diva – Wer ist die Queen?
- 2023: Sterben für Anfänger, RTL
- 2023: ZDF Fernsehgarten, ZDF
- 2023: Denn sie wissen nicht, was passiert, RTL
- 2024: Ich bin ein Star – Holt mich hier raus! Die gnadenlose Wochenbilanz, RTL

## Musikclips
- 2014: Megapark Allstars – Wir sind der Megapark
- 2015: Lorenz Büffel – Bring die Mutti mit
- 2019: Jack Pott – Scheisse, wieder verkackt

## Werke
- Keine Angst in ANDERSRUM – Eine Geschichte vom anderen Ufer, Schwarzkopf & Schwarzkopf, 2015, ISBN 978-3862654352
- Ungeschminkt. Mein schrilles Doppelleben, Rowohlt, Hamburg 2021, ISBN 978-3-499-00415-5